# Minamoto no Yoshinaka
Minamoto no Yoshinaka (源 義仲 (Nguyên Nghĩa Trọng) 1154 – 4 tháng 3, 1184) hay còn gọi là Kiso Yoshinaka (木曽 義仲), là một viên tướng của gia tộc Minamoto vào cuối thời kỳ Heian trong lịch sử Nhật Bản. Ông là con trai thứ hai của Minamoto no Yoshikata (một em trai của Minamoto no Yoshitomo).